# Charape de los Pelones
Charape de los Pelones är en ort i Mexiko.   Den ligger i kommunen Querétaro och delstaten Querétaro Arteaga, i den centrala delen av landet, 220 km nordväst om huvudstaden Mexico City. Charape de los Pelones ligger 2 279 meter över havet och antalet invånare är 295.
Terrängen runt Charape de los Pelones är huvudsakligen kuperad, men åt nordost är den platt. Runt Charape de los Pelones är det tätbefolkat, med 947 invånare per kvadratkilometer. Närmaste större samhälle är Santa Rosa Jauregui, 19,6 km söder om Charape de los Pelones. Omgivningarna runt Charape de los Pelones är en mosaik av jordbruksmark och naturlig växtlighet.